# فوتبال زنان

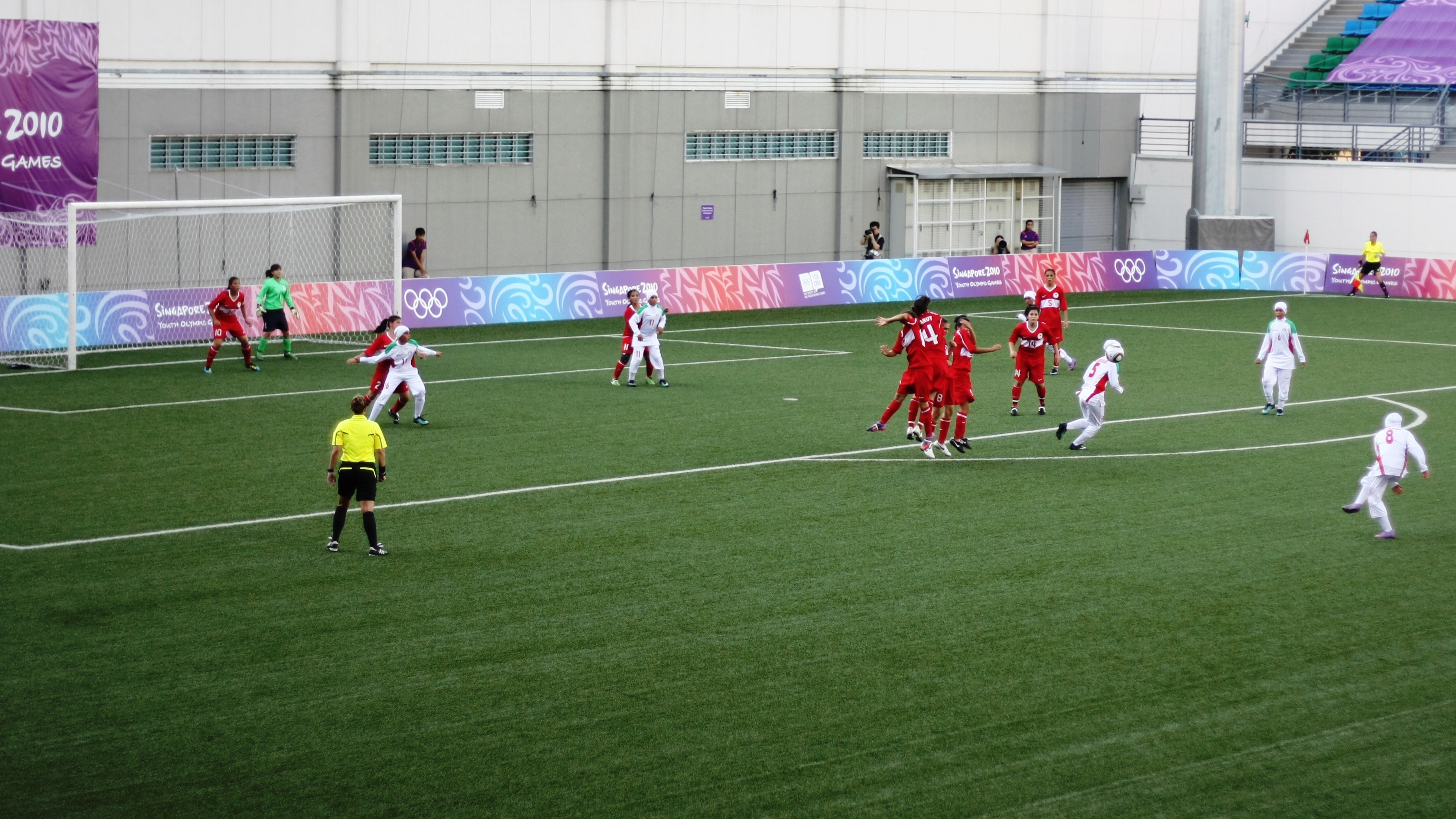
صحنه‌ای از کاشته بازیکن فعلی تیم ملی زنان ایران که مستقیما وارد دروازه ترکیه شد. این بازی افتتاحیه مسابقات آن دوره بود و سپ بلاتر، محمد علی‌آبادی و دو هزار تماشاگر در استادیوم مسابقه را تماشا نمودند. فیفا و فدراسیون فوتبال ایران سرانجام قبل از بازی‌های المپیک تابستانی جوانان ۲۰۱۰ توافق کردند که بازیکنان می‌توانند با کلاه بازی کنند و این نخستین حضور فوتبال زنان پس از انقلاب در عرصه بین‌المللی بود.

فوتبال زنان به ورزش تیمی فوتبال می‌گویند که تنها توسط زنان بازی می‌شود. فوتبال زنان در سطح حرفه‌ای در بسیاری از کشورهای جهان انجام می‌شود و ۱۷۶ تیم ملی در سطح مسابقه‌های جهانی آن شرکت می‌کنند.
فوتبال زنان به شکل غیر حرفه‌ای اما گسترده به سال ۱۹۲۰ می‌رسد و به شکل حرفه‌ای در نزدیکی سال ۱۹۷۰ سازماندهی شد و به یکی از برجسته‌ترین ورزش‌های تیمی بانوان تبدیل شد. لیگ‌های حرفه‌ای برای فوتبال زنان نیز پس از این سال‌ها راه‌اندازی شد. در بیشتر کشورهای پیشرفته و در حال توسعه نیز لیگ‌های حرفه‌ای زنان تشکیل شده و تلاش‌ها برای یکسان‌سازی هزینه‌ها در فوتبال مردان و زنان، آغاز شده‌است. جام جهانی فوتبال زنان، جام جهانی باشگاه‌های فوتبال زنان و جام ملت‌های اروپای زنان نمونه‌هایی از رقابت‌های سطح بالای فوتبال زنان هستند. مسائلی چون مخالفت با فوتبال زنان در کشورهای جهان سوم و حجاب اسلامی در کشورهای اسلامی، از مهم‌ترین مشکلات گسترش فوتبال زنان هستند که فیفا برای حجاب راه حل‌هایی را اندیشیده‌است.

## مسابقات جهانی
- جام جهانی فوتبال زنان
- مسابقات فوتبال زنان در بازی‌های المپیک تابستانی

## تماشاگران
با وجود برگزاری لیگ‌های حرفه‌ای فوتبال زنان در کشورهای مختلف، همچنان جذابیت این بازی‌ها برای مردم به نسبت فوتبال مردان کمتر است. رکورد پرتماشاگرترین بازی فوتبال زنان با ۵۲ هزار تماشاگر به یک بازی بین تیم‌های مونتری و تیگرس در مکزیک اختصاص دارد. در فصل ۲۰۱۹ لیگ اسپانیا نیز در بازی بین تیم‌های اتلتیک بیلبائو و اتلتیکو مادرید، ۴۸۱۲۱ تماشاگر مرد و زن حضور داشتند.